# 苏纶纱厂旧址
苏纶纱厂旧址，位于江苏省苏州市姑苏区人民路239号，盘门路与人民路交叉口西南侧。为苏州市文物保护单位。

## 历史
苏纶纱厂创建于光绪二十二年（1896年），创建者是当时丁忧在籍的国子监祭酒、同治十三年（1874年）甲戌科状元陆润庠，进口英国设备，1897年7月正式投产，占地42.9亩。1898年春陆润庠回京任职。1927年，严裕棠盘下苏纶纱厂。

## 现状
苏纶厂在2003年大火后停产，2005年宣告破产，2009年地块拍卖后进行商业化改造，改建为“苏纶文创园”，整体保留原址内的8处文保建筑。2009年7月公布为苏州市文物保护单位，类型为“近现代重要史迹及代表性建筑”。